# Lissonota lema
Lissonota lema là một loài tò vò trong họ Ichneumonidae.